# Papouasie des hautes terres
Pour les articles homonymes, voir Papouasie.
La Papouasie des hautes terres (en indonésien : Papua Pegunungan) est une province d'Indonésie située sur l'île de Nouvelle-Guinée. Elle s'étend sur 108 476 km2 et sa capitale est Wamena.

## Géographie
La province est établie à l'est de la Papouasie indonésienne et frontalière avec la Papouasie-Nouvelle-Guinée à l'est. Elle est limitrophe des provinces de Papouasie au nord, de Papouasie méridionale au sud et de Papouasie centrale à l'ouest.

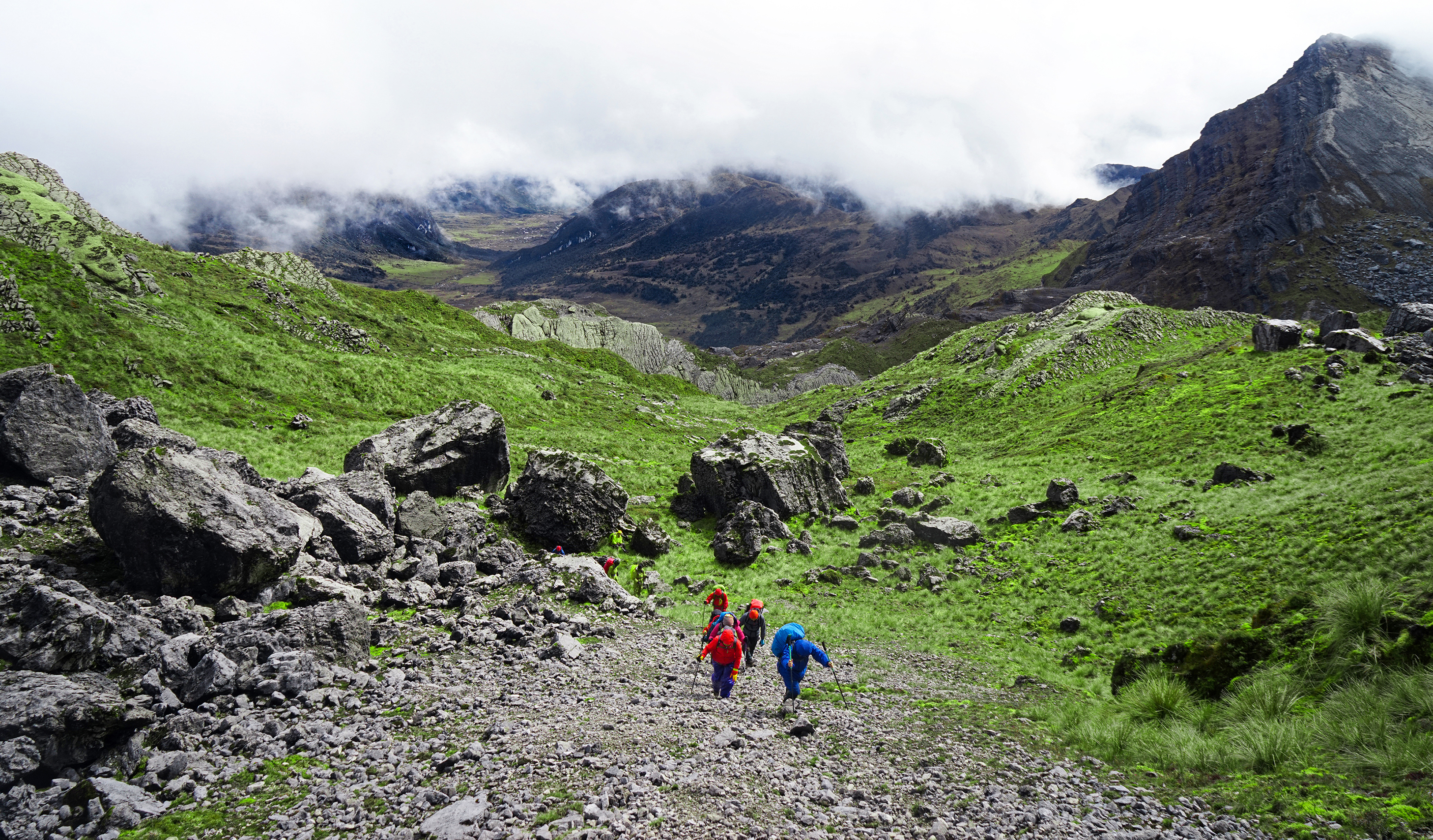
Parc National de Lorentz

## Histoire
Le 30 juin 2022, le Conseil représentatif du peuple adopte une loi créant trois nouvelles provinces dont celle de Papouasie des hautes terres, qui est promulguée le 25 juillet. La nouvelle province est officiellement créée le 11 novembre de la même année.

## Administration
La province est divisée en huit kabupaten des monts Bintang, de Jayawijaya, Lanny Jaya, Mamberamo Central,  Nduga, Tolikara, Yahukimo et Yalimo.
Elle est dirigée par un gouverneur, nommé par le gouvernement.

### Gouverneurs
| Période          | Période          | Identité         | Étiquette | Qualité |
| ---------------- | ---------------- | ---------------- | --------- | ------- |
| 11 novembre 2022 | 13 novembre 2023 | Nikolaus Kondomo | Ind.      | intérim |
| 13 novembre 2023 | En cours         | Velix Wanggai    |           | intérim |